# Spirit Caravan
Spirit Caravan ist eine Stoner-Doom-Band aus Maryland, USA, die sich um Scott „Wino“ Weinrich (Saint Vitus, The Obsessed, ex-The Hidden Hand) formiert und innerhalb von sechs Jahren und zwei Alben zu einer der wichtigsten Bands im Doom- und Stoner-Genre wurde.

## Geschichte
Nach dem Ende von The Obsessed zog Weinrich im Jahr 1995 nach Maryland und wurde von Schlagzeuger Gary Isom (u. a. ex-Pentagram) und Bassist Dave Sherman (ex-Wretched) zu einer Jam-Session eingeladen, aus der später die Band Shine hervorging. Bis 1998 arbeitete die Band an neuem Material. Kurz vor der Veröffentlichung des ersten Albums stellte sich heraus, dass bereits eine andere Band unter diesem Namen firmierte. Die Band nannte sich daraufhin um und änderte den Bandnamen in Spirit Caravan (nach einem Lied von The Obsessed). 1999 erschien das Album Jug Fulla Sun bei Tolotta Records.
Noch während des Jahres 1999 nahm die Band die EP Dreamwheel auf und begab sich auf eine kurze Tournee. 2001 erschien das Album Elusive Truth. Die Band ging mit Elusive Truth auf Tournee und gab auch Konzerte in Europa. Der finanzielle Erfolg blieb allerdings aus, so dass Weinrich die Band auflösen musste. 2004 erschien mit The Last Embrace ein Doppelalbum, das Jug Fulla Sun und Elusiv Truth, erweitert um B-Seiten sowie mehrere unveröffentlichte Stücke, vereinte.
Auf Initiative von Weinrich hin erfolgte Ende 2013 die Wiedervereinigung der Band.

## Diskografie
- 1997: Powertime (Demo, als Shine)
- 1998: Lost Sun Dance (7", als Shine)
- 1999: Jug Fulla Sun (Album)
- 1999: Dreamwheel (EP)
- 2000: Darkness & Longing (Split vs. Sixty Watt Shaman) (7")
- 2001: Elusive Truth (Album)
- 2002: So Mortal Be (7")
- 2004: The Last Embrace (Best Of, beide Alben + Bonus-Material)